# Transfinalizacja
Transfinalizacja (łac. "zmiana celu") – współczesna teoria proponowana przez część teologów katolickich, która stara się wyjaśnić tajemnicę obecności Chrystusa w Eucharystii, przyjmując że chleb i wino podczas celebracji zmieniają swój cel. Do zwolenników tej teorii należą: O'Collins i E.G. Farrugia.
Idea transfinalizacji opiera się ona na pojęciu realnego symbolu, którym posługiwali się Ojcowie wschodni w pierwszych wiekach chrześcijaństwa. Pojęcie to związane jest z wpływami idei platońskich i myśleniem hierarchicznym w nauce o zbawieniu i odkupieniu. Wyraża stosunek między odbiciem oraz pierwowzorem. Istotą obrazu jest wskazywać na pierwowzór. Jedna rzeczywistość jest symbolem innej, wyższego rzędu i to w tym sensie, że rzeczywistość wyższego stopnia wyraża samą siebie w rzeczywistości niższego rzędu, uobecnia się w niej i przez nią działa, chociaż w sposób osłabiony. Jeśli misterium paschalne uznać za pierwowzór, to celebrowanie Ciała i Krwi Pańskiej jest jego symbolem w tym sensie, że sprawując Eucharystię uczestniczymy realnie w tym, czego Jezus Chrystus dokonał. 
Ojcowie greccy posługiwali się teologią rzeczywistości obrazów do przedstawienia Eucharystii i dostrzegali w niej rzeczywistą, choć ukrytą obecność Chrystusa.
Również Tomasz z Akwinu uważał, że obecność eucharystyczna jest możliwa dzięki nowej, misteryjnej relacji chleba i wina do Ciała i Krwi Chrystusa. Stają się one urzeczywistniającym znakiem osobowej obecności. Eucharystia czyni Chrystusa obecnym bez rozmnażania Go, przemieszczania, zmieniania. Postacie chleba i wina, chociaż nie ulegają żadnej zmianie zaczynają istnieć z inną celowością, na innej zasadzie. Chleb i wino są wyrwane z ziemskiego używania i istnienia i sprawiają jako znaki, że stajemy w obecności Ciała i Krwi Chrystusowej.